# Sündig und süß
Sündig und süß ist ein spätes deutsches Stummfilmlustspiel aus dem Jahre 1929 von Carl Lamac mit Anny Ondra in der weiblichen Hauptrolle.

## Handlung
Paris in Künstlerkreisen. Der betuchte, junge US-amerikanische Maler Joe Willings lernt auf der Suche nach einem Modell beim Herumstreifen durch die französische Hauptstadt das ebenso junge wie darbende Malermodell Musette kennen, verliebt sich sofort in sie und kauft ihr sogar sogleich einen Pelzmantel. Als Joe erfährt, dass Musette nicht nur süß, sondern auch ganz schön sündig sein soll – sie scheint bereits Mama sein, da er ein Baby an ihrer Seite entdeckt –, zieht sich der etwas heuchlerische Yankee, der in Wahrheit auch nicht vollkommen offen und ehrlich ist, da er mit Helen selbst eine Freundin besitzt, von der er nichts gesagt hat, von Musette erschrocken zurück. 
Dann aber stellt sich heraus, dass das Kleinkind an Musettes Seite lediglich der Nachwuchs ihrer Nachbarin ist, auf den sie aufgepasst hatte. Joe macht Musette wegen des angeblich von ihr vernachlässigten Babys eine Szene, woraufhin die kleine Pariserin erst einmal in Ohnmacht fällt und zu einem Arzt gebracht werden muss. Dorthin bringt Joe „ihr“ Baby nach. Nach einigem Hin und Her kommt die ganze Wahrheit ans Licht. Joe sieht ein, dass er falsche Schlüsse gezogen hatte, und es kommt zum genretypischen Happy End.

## Produktionsnotizen
Sündig und süß entstand mit den Pariser Außenaufnahmen (Montmartre) ab Jahresende 1928 bis zum Frühling 1929, passierte die Filmzensur am 10. Mai desselben Jahres und wurde am 2. Juli 1929 in Berlins Titania-Palast uraufgeführt. Die Länge des mit Jugendverbot belegten Sechsakters betrug 2489 Meter. In Österreich lief der Streifen ab dem 6. Dezember 1929 unter dem Titel Die Jungfrau von Paris an.
Die Produktionsleitung übernahm Viktor Skutezky, die Filmbauten gestaltete Heinrich C. Richter.

## Kritiken
Wiens Kleine Volks-Zeitung befand: “Die Banalität der Idee wird durch die reizende Regie und Darstellung nicht nur aufgehoben, sondern sogar zu einem Effekt gebracht. Anny Ondra in der Hauptrolle ist wirklich von entzückender Pikanterie, ihre Naivität und ihre muntere Laune wirken durchaus echt und bringen eine famose Filmleistung zustande.”.
In Die Stunde war zu lesen: “Anny Ondra verbreitet in der Hauptrolle ununterbrochen Lustigkeit, aber auch die Darsteller der anderen Rollen tragen Erfolg davon. Der Regisseur Karl Lamac hat sich alle Mühe gegeben, heitere Detaileinstellungen zu schaffen und Anny Ondras Charme in den Vordergrund zu rücken.”.
Auch die Österreichische Film-Zeitung stellte in ihrer Bewertung lediglich „Anny Ondra mit ihrem charmanten, übersprudelnden Temperament, gepaart mit körperlichem Liebreiz“ heraus und fand, dass sie „überaus natürlich und überzeugend“ spielen würde.
Die Wiener Allgemeine Zeitung kam schließlich zu folgendem Urteil: „Der Film ist geschmackvoll inszeniert, eine erfreuliche Ausnahme in der Reihe der Bohemefilme, die wir hier zu sehen bekamen. Andre Roanne ist der diskrete und sympathische Partner der Ondra.“